# Aeroportul Internațional Cam Ranh
Aeroportul Internațional Cam Ranh (Sân bay quốc tế Cam Ranh, Cam Ranh International Airport, IATA: CXR) este un aeroport în estul districtului Cam Ranh din Khanh Hoa, Vietnam. Este nodul principal pentru Vietnam Airlines. 

## Linii aeriene
- Pacific Airlines (Ho Chi Minh City)
- Vietnam Airlines (Da Nang, Hanoi, Ho Chi Minh City)